# Bruno Müller (roddare)
Bruno Müller, född 11 oktober 1902, död 8 juni 1975, var en tysk roddare.
Müller blev olympisk guldmedaljör i tvåa utan styrman vid sommarspelen 1928 i Amsterdam.